# 固尔玛珲
固尔玛珲（1615年—1681年），清朝宗室，爱新觉罗氏，清太祖弟舒尔哈齐的孙子，阿敏第三子。
崇德三年（1638年），他随睿亲王多尔衮南征明朝，从北京入山西，东取济南，接连攻下四十之城。崇德四年（1639年），因功封为辅国公。崇德五年（1640年），因为父亲阿敏之罪，固爾瑪琿被削去爵位，廢黜宗室。順治五年（1648年），固爾瑪琿再次入宗室，被封為辅国公。順治帝以其貧乏，賞賜白金三千。順治六年（1649年），固爾瑪琿跟随郑亲王济尔哈朗南征湖广，在湘潭擒下何腾蛟，攻取永兴，进封固山贝子。康熙二十年（1681年）十月逝世，谥号為「溫簡」。

## 传記資料
- 《清史稿》列传二